# المجموعة الفردانية GHIJK
المجموعة الفردانية GHIJK، والتي تم تعريفها بواسطة SNPs M3658، F1329، PF2622، وYSC0001299، هي مجموعة فردانيَّة بشريَّة شائعة للصبغة الذُّكوريَّة. تحتوي هذه المجموعة الفردانية الكبيرة وفئاتها الفرعية على الغالبية العظمى من السكان الذكور الموجودين في العالم.

## علم تطور السلالات
يُعتبر GHIJK بمثابة الفرع الحيوي والخليفة للمجموعة الفردانيَّة F (F-M89). ويتفرع بعد ذلك إلى سلالتين مباشرتين: المجموعة الفردانية G (M201/PF2957) والمجموعة الفردانية HIJK (F929/M578/PF3494/S6397). الأنماط الفردانية الأخرى من المجموعة الفردانية F هي F1 و F2 و F3.
تشمل الفئات الفرعية من GHIJK، ضمن سلالة HIJK، ما يلي: H (L901/M2939) و IJK (F-L15). المتحدرون من Haplogroup IJK يشملون المجموعات الفردانية الرئيسية I و J و K و L و M و N و O و P و Q و R و S و T.